# Nogent-le-Sec
Nogent-le-Sec – miejscowość i gmina we Francji, w regionie Normandia, w departamencie Eure.
Według danych na rok 1990 gminę zamieszkiwały 333 osoby, a gęstość zaludnienia wynosiła 33 osoby/km² (wśród 1421 gmin Górnej Normandii Nogent-le-Sec plasuje się na 582 miejscu pod względem liczby ludności, natomiast pod względem powierzchni na miejscu 344).